# Tamboúria (Le Pirée)
 (signalé en mai 2025).
Si vous disposez d'ouvrages ou d'articles de référence ou si vous connaissez des sites web de qualité traitant du thème abordé ici, merci de compléter l'article en donnant les références utiles à sa vérifiabilité et en les liant à la section « Notes et références ».
- Archive Wikiwix
- Bing
- Cairn
- DuckDuckGo
- E. Universalis
- Gallica
- Google
- G. Books
- G. News
- G. Scholar
- Persée
- Qwant
- (zh) Baidu
- (ru) Yandex
- (wd) trouver des œuvres sur Wikidata

Tamboúria, en grec moderne : Ταμπούρια, est un grand quartier historique du Pirée et de Keratsíni en Grèce. Il occupe presque toute la partie nord-ouest de la ville du Pirée, à la frontière avec Nikaia et la partie nord-est de Keratsíni dans la zone d'Ágios Pandeleímona. Le quartier prend son nom des fortifications de fortune (Ταμπούρια / Tamboúria) construites à cet endroit en 1827 par Geórgios Karaïskákis pour repousser Kioutachis pendant la campagne de libération d'Athènes des Ottomans.